# Zlatko Dalić
Zlatko Dalić (Livno, 26. listopada 1966.), hrvatski je nogometni trener i bivši nogometaš. Trenutačno je izbornik hrvatske nogometne reprezentacije. Najdugovječniji je i najtrofejniji hrvatski nogometni izbornik, s dvama osvojenim odličjima na svjetskim prvenstvima.
Hrvatsku preuzima u listopadu 2017. nakon niza loših rezultata i vodi Hrvatsku do ključne pobjede od 2:0 u gostima protiv Ukrajine čime osigurava doigravanje protiv Grčke za mjesto na Svjetskom prvenstvu u Rusiji 2018., zadatak kojeg uspješno rješava. Na istome prvenstvu, nakon osvojene srebrne medalje, izabran je za trećeg najboljeg izbornika prvenstva. Hrvatska je u kolovozu iste godine zauzela četvrtu poziciju FIFA-ine ljestvice te ju zadržala do travnja 2019.
S bitno izmijenjenom momčadi Hrvatske u odnosu na SP 2018. osvaja svjetsko brončano odličje na Svjetskom prvenstvu u Kataru četiri godine kasnije te u kvalifikacijama za Euro 2024. Hrvatsku vodi 72. put čime se izjednačuje s Miroslavom Ćirom Blaževićem po broju utakmica na čelu hrvatske reprezentacije pobjedom od 2:0 protiv domaćina susreta, Turske. 
U trećem izdanju UEFA Lige nacija, vodi Hrvatsku do završnog turnira tog natjecanja ispred Francuske  i Danske, gdje osvaja srebrno odličje, pritom u grupnoj fazi pobjedivši Francusku s 1:0, čime ostvaruje prvu pobjedu Hrvatske nad tom reprezentacijom u svojoj povijesti. U polufinalu Hrvatska je pobijedila Nizozemsku s 4:2. Rezultat je u finalu bio 0:0, no zlato je osvojila Španjolska boljim izvođenjem jedanaesteraca s 5:4 (0:0). 
Osvajanjem drugog mjesta u kvalifikacijskoj skupini 2023., odveo je Hrvatsku na njezino sedmo europsko nogometno prvenstvo koje se igra u Njemačkoj 2024.
Pripreme za EP reprezentacija je započela u ožujku sudjelovanjem na prijateljskom ACUD Cup turniru u Egiptu koji je Hrvatska osvojila pobjedom u završnici nad domaćinom.
Uoči Europskoga prvenstva reprezentacija je pobijedila Portugal s 2:1, što je prva pobjeda Hrvatske nad tom reprezentacijom.
Na otvaranju Europskoga prvenstva Hrvatska je izgubila s 3:0 protiv Španjolske, remizirala s Albanijom (2:2) i Italijom (1:1). Hrvatska je s dva osvojena boda ispala u grupnoj fazi natjecanja, prvi puta od 2012.

## Igračka karijera
Zlatko Dalić bio je profesionalni nogometaš i igrao je na položaju obrambenog veznog igrača. Nogometnu karijeru započeo je livanjskome klubu NK Troglavu 1918. Igrao je za splitski Hajduk, vinkovačku Cibaliju, podgoričku Budućnost, mostarski Velež te varaždinski Varteks, a po završetku igračke karijere krenuo je u stručne vode.
Za Hajduk je postigao dva službena pogotka, prvenstveni u sezoni 1996./97., Rijeci u Rijeci (1:3 za Hajduk) i u hrvatskome kupu u sezoni 1996./97., Hajduku iz Pridrage u Zadru (1:6 za splitski Hajduk).

## Trenerska karijera
Nakon završetka igračke karijere trenersku karijeru započeo je u listopadu 2000. godine kada je postao pomoćnim trenerom u varaždinskom Varteksu. Bio je i pomoćni trener Draženu Ladiću u hrvatskoj nogometnoj reprezentaciji do 21 godine.

### NK Varteks Varaždin
Od svibnja 2002. godine do svibnja 2005. godine bio je na položaju športskog direktora Varteksa te istodobno u od 2003. do 2005. godine je pomoćnik Miroslavu Blaževiću. U svibnju 2005. godine postao je glavni trener Varteksa te u prvoj godini osvojio je treće mjesto u 1. HNL. 2006. godine vodio je Varteksa u završnici Hrvatskoga nogometnog kupa izgubivši od HNK Rijeke nakon dvije utakmice po pravilu gola u gostima (0:4, 5:1).

### HNK Rijeka
U ljeto 2007. godine, nakon isteka ugovora s Varteksom preuzeo je klupu Rijeke. U sezoni 2007./08. s Rijekom osvojio je četvrto mjesto u 1. HNL.

### FC Dinamo Tirana
U sezoni 2008./09. dobiva poziv albanskoga prvaka Dinama iz Tirane te je s njime osvojio Albanski superkup.

### NK Slaven Belupo
Nakon toga, u sezoni 2009./10. vodio je hrvatskoga prvoligaša, koprivničkoga Slavena Belupa.

### Al Faisaly, Harmah
U sezoni 2010./11. postao je trenerom novoga prvoligaša Saudijske Arabije – Al Faisaly iz Harmaha. U toj sezoni po izboru novinara Saudijske Arabije proglašen je trenerom godine. U klubu ostao je do 2012. godine kada je dobio poziv za vođenje olimpijskog tima azijskog kluba.

### Al Hilal
U svibnju 2012. godine a u sezoni 2012./13. Zlatko je postavljen za trenera Al Hilal olimpijske nogometne momčadi. Al Hilal olimpijska nogometna momčad ime je za drugu momčad toga azijskoga kluba. Usred sezone, nakon 16 službenih utakmica mijenja Antoine Kombouaréa na mjestu trenera prve momčadi kluba. S klubom osvaja King Cup, što predstavlja 54. trofej u klupskoj povijesti te se plasirao u fazu doigravanja Azijske Lige prvaka s drugog mjesta u Skupini D. Kao trener Al Hilala završava kao 13. trener svijeta za mjesec ožujak 2013. godine po World Coach Rankingu.

### Al-Ain FC
Nakon što je Al-Ain FC dao otkaz treneru Floresu‎, Zlatko je istog dana predstavljen kao novi trener kluba iz Ujedinjenih Arapskih Emirata. Prethodno je bio kandidatom za položaj športskoga direktora splitskoga Hajduka. Nakon 2006. godine, klub je po prvi puta prošao u play off fazu natjecanja Azijske Lige prvaka i to kao prvoplasirani tim u skupini C. Nakon niza uspješnih rezultata i sedam utakmica bez poraza, klub 30. travnja 2014. godine objavljuje produženje ugovora sa Zlatkom na naredne dvije godine. U šesnaestini završnice Azijske Lige prvaka, Al Ain je s rezultatom 2:1 u obje utakmice prošao u osminu završnice natjecanja pobijedivši Al Jazira Club.
U završnici UAE President's Cupa, 19. svibnja 2014. godine Al Ain je osvojio trofej pobijedivši prvaka Arapske Gulf Lige, klub Al Ahli iz Dubaija s 1:0. Ovo je bio Zlatkov drugi trofej u posljednje dvije godine na Bliskom Istoku, te ujedno treći u njegovoj trenerskoj karijeri. Ova utakmica označila je kraj sezone u kojem je klub, od dolaska Zlatka ostvario niz od 12 utakmica zaredom bez izgubljene utakmice.
Zlatko je drugu sezonu u klubu započeo četvrtfinalnim utakmicama Azijske Lige prvaka protiv Ittihad FC u kojima je Al-Ain FC slavio u oba susreta rezultatima 2:0 i 3:1. U poluzavršnici od Al-Ain FC bio je bolji bivši Zlatkov klub Al Hilal s rezultatima 3:0 u gostima te 2:1 na domaćem terenu.
Po izboru športskih novinara u Ujedinjenim Arapskim Emiratima, Zlatko je na kraju godine dobio nagradu za trenera godine dok je njegov Al-Ain FC na kraju prvog dijela sezone zauzeo prvo mjesto na tablici s utakmicom zaostatka.
Početkom svibnja završeno je natjecanje po skupinama u Azijskoj Ligi prvaka te se Al Ain FC plasirao u play-off fazu natjecanja završivši na prvom mjestu skupine B s 12 bodova bez izgubljene utakmice s četiri boda više od drugoplasiranog Naft Teheran FC. Ovo je Zlatkova treća godina za redom u Azijskoj Ligi prvaka te se sve tri godine uspio plasirati u fazu doigravanja toga natjecanja.
Iako je titula prvaka Ujedinjenih Arapskh Emirata bila osigurana tri kola prije završetka, 11. svibnja 2015. odigrane su zadnje utakmice u sezoni te je tako Al Ain završio sezonu s 11 bodova više od drugoplasirane Al Jazire i trećeg Al Shababa. Zlatkov tim izgubio je samo dvije utakmice u cijeloj sezoni, u ukupno 25 utakmica njegov tim bio je neporažen s impozantnom razlikom pogodaka od +43. Al Ain je tijekom sezone ostvario brojna postignuća – primili su najmanje pogodaka, imali su najduži niz od 15 neporaženih utakmica, najduži niz od 8 pobjeđenih utakmica te najveću domaću pobjedu od 7:1, protiv Ajman FC.
Još jedno veliko priznanje u svojem radu Zlatko je dobio 12. srpnja 2015. godine u Abu Dhabiju gdje je proglašen za najboljeg trenera Ujedinjenih Arapskih Emirata u sezoni 2014./15.
Tijekom pripremnog razdoblja za novu sezonu, Al Ain je gostovao u Maroku gdje se održao prvi UAE-Maroko Superkup ili tzv. Friendship Cup kako je nazivan u arapskim medijima. Utakmica je odigrana na rasprodanom Stade Mohammed V u Casablanci protiv Wydad Athletic Club. Al Ain je pobijedio nakon jedanaesteraca, dok je regularno vrijeme završilo 3:3.
Prva utakmica nove sezone odigrana je 15. kolovoza 2015. godine u Abu Dhabiju, Superkup Ujedinjenih Arapskih Emirata između prošlogodišnjeg osvajača lige Al Aina, i pobjednika kupa Al Nassra iz Dubaija. Al Ain je pobijedio s 4:2 i ovo je bio četvrti Zlatkov trofej, u nešto manje od dvije godine otkako je preuzeo klupu.
Pobjedom od 3:0 u 10. kolu lige, Zlatko je postao najboljim trenerom odkako je liga postala profesionalna, u odigranih 70 utakmica pobijedio je u 47 utakmica, neriješeno je odigrao u njih 15 dok je izgubio svega 8 utakmica, u više od 88 % utakmica njegova momčad nije poražena.
Sudeći po Football Database rankingu, Al Ain je u ožujku 2014. godine, prije nego što ga je Zlatko preuzeo bio 335. klub na svijetu. Nakon nešto manje od dvije godine, Al Ain zauzimao je 122. mjesto na tablici klubova te je bio 5. najbolji klub na Azijskom kontinentu. Na mjestu trenera naslijedio ga je Zoran Mamić. 

### Hrvatska nogometna reprezentacija
Godine 2006. preuzeo je položaj trenera u hrvatskoj nogometnoj reprezentaciji do 21 godine. Dana 7. listopada 2017. godine HNS Zlatka Dalića postavio je na mjesto izbornika hrvatske nogometne reprezentacije, gdje je naslijedio Antu Čačića, za utakmicu protiv ukrajinske nogometne reprezentacije u posljednjoj kvalifikacijskoj utakmici za Svjetsko prvenstvo u Rusiji 2018. godine. Dana 16. listopada 2017. godine HNS je potvrdio Zlatka Dalića za izbornika reprezentacije i u dodatnim kvalifikacijama za Svjetsko prvenstvo u Rusiji 2018. godine. Nekoliko dana poslije, Dalić je imenovao Ivicu Olića za svoga pomoćnika, u nogometnim krugovima govorilo se kako bi stožer mogao popuniti i Dražen Ladić no, to se nije dogodilo tada, već u ožujku 2018. godine kada je Dražen Ladić postao pomoćnim trenerom u stožeru. Nakon dvije utakmice u dodatnim kvalifikacijama za Svjetsko prvenstvo u Rusiji 2018. godine i pobjede nad Grčkom (4:1, 0:0), Zlatko Dalić sklopio je ugovor s HNS-om do 30. srpnja 2020. godine. Na Svjetskom prvenstvu 2018. Zlatko Dalić s reprezentacijom je ostvario najveći uspjeh u povijesti plasiravši se u završnicu prvenstva nakon tri pobjede u skupini, nad Nigerijom (2:0), Argentinom (3:0) i Islandom (2:1), te tri pobjede u drugoj fazi natjecanja, nad Danskom (1:1, 3:2), Rusijom (2:2, 4:3) i Engleskom (2:1). U finalu pred punim Lužnjikijem, Francuska je slavila s 4:2 pogodcima Griezmanna, Pogbe, Mbappéa i autogolom Marija Mandžukića, dok su golove za Hrvatsku postigli Ivan Perišić i Mandžukić.
Nakon završetka svjetskog prvenstva pojavile su se špekulacije o Dalićevu odlasku, o čemu je on i javno pričao rekavši kako je htio napustiti klupu još poslije utakmice s Peruom, no ipak je vodio reprezentaciju u Rusiji. Kako bi ostao na klupi reprezentacije, HNS je ponudio Daliću novi ugovor, te plaću od milijun eura godišnje, kako bi reprezentaciju vodio i na svjetskom prvenstvu u Kataru 2022. godine.
Pobjedom Hrvatske nad Rusijom u posljednjoj utakmici grupe H kvalifikacija za Svjetsko prvenstvo u Kataru, Hrvatska je izborila nastup na istom natjecanju te je time Dalić postao prvi hrvatski izbornik koji je odveo reprezentaciju na tri velika natjecanja.

## Trenerske statistike
| momčad                    | od                        | do                        | statistika | statistika | statistika | statistika | statistika  | statistika | statistika | statistika |
| momčad                    | od                        | do                        | U          | P          | N          | I          | pobjede (%) | GZ         | GP         | +/-        |
| ------------------------- | ------------------------- | ------------------------- | ---------- | ---------- | ---------- | ---------- | ----------- | ---------- | ---------- | ---------- |
| Varteks                   | svibnja 2005.             | svibnja 2007.             | 80         | 34         | 12         | 34         | 42,50 %     | 134        | 135        | -1         |
| Rijeka                    | lipnja 2007.              | lipnja 2008.              | 37         | 15         | 12         | 10         | 40,54 %     | 57         | 47         | +10        |
| Al Hilal                  | veljače 2013.             | svibnja 2013.             | 18         | 11         | 3          | 4          | 61,11 %     | 30         | 19         | +11        |
| Saudi Professional League | Saudi Professional League | Saudi Professional League | 8          | 5          | 2          | 1          | 62,50 %     | 16         | 9          | +7         |
| Crown Prince Cup          | Crown Prince Cup          | Crown Prince Cup          | 2          | 2          | 0          | 0          | 100 %       | 2          | 1          | +1         |
| AFC Champions League      | AFC Champions League      | AFC Champions League      | 8          | 4          | 1          | 3          | 50,00 %     | 12         | 9          | +3         |
| Al Ain FC                 | ožujka 2014.              |                           | 34         | 24         | 6          | 4          | 70,58 %     | 83         | 34         | +49        |
| Arabian Gulf League       | Arabian Gulf League       | Arabian Gulf League       | 21         | 16         | 4          | 2          | 76,19 %     | 57         | 20         | +37        |
| Presidents Cup            | Presidents Cup            | Presidents Cup            | 1          | 1          | 0          | 0          | 100 %       | 1          | 0          | +1         |
| AFC Champions League      | AFC Champions League      | AFC Champions League      | 12         | 8          | 2          | 2          | 66,66 %     | 25         | 14         | +11        |
| Hrvatska                  | listopada 2017.           |                           | 97         | 48         | 25         | 24         | 49,48 %     | 149        | 107        | +42        |

## Priznanja

### Individualna
- Trener godine u sezoni 2014./15. Arabian Gulf League.[13]
- 2018.: Priznanje Veliko zlatno srce,[18] koje dodjeljuju braniteljske udruge pojedincima za izniman doprinos u stvaranju slobodne i samostalne Republike Hrvatske te očuvanju i širenju istine o Domovinskom ratu.
- 2018.: Počasni građanin Varaždinske županije.[19]
- 2018.: Savez europskih trenerskih društava (AEFCA) na svom 39. simpoziju u Antalyji proglašava ga najboljim trenerom Europe te tom prigodom Dalić drži i predavanje o uspjehu Vatrenih u Rusiji. Prethodno je u izboru FIFA-e uvršten među trojicu najboljih svjetskih nogometnih trenera u 2018. godini, iza Deschampsa i Zidanea.[20]
- Drugi izbornik na svijetu u 2018. godini prema izboru Međunarodnog instituta za nogometnu povijest i statistiku (IFFHS-a).[21]
- 2018.: Dobitnik je godišnje Državne nagrade za šport "Franjo Bučar"
- 2018.: Odlukom Predsjednice Republike Hrvatske Kolinde Grabar-Kitarović odlikovan je Redom kneza Trpimira s ogrlicom i Danicom, za „izniman, povijesni uspjeh hrvatske nogometne reprezentacije, osvjedočenu srčanost i požrtvovnost kojima je vratio vjeru u uspjeh, optimizam i pobjednički duh i ispunio ponosom sve hrvatske navijače diljem svijeta, za isticanje najvrednijih profesionalnih i humanih kvaliteta, iskazano zajedništvo i domoljubni ponos u promociji sporta i međunarodnog ugleda Republike Hrvatske, te osvajanju 2. mjesta na 21. Svjetskom nogometnom prvenstvu u Ruskoj Federaciji.”[22]
- 2023.: Počasni građanin Tomislavgrada.[23]
- 2024.: Odlukom Predsjednika Republike Hrvatske Zorana Milanovića dodijeljena mu je Povelja Republike Hrvatske.[24]

### Trener

#### Klupska
Dinamo Tirana
- Albanski superkup (1): 2008.

Al-Hilal
- Saudi Crown Prince Cup (1): 2012./13.

Al-Ain
- UAE President's Cup (1): 2013./14.
- Arabian Gulf League (1): 2014./15.
- Arabian Gulf Super Cup (1): 2015.

#### Reprezentativna
Hrvatska
- Svjetsko prvenstvo: 2018. (2. mjesto),[25] 2022. (3. mjesto)[26]
- UEFA Liga nacija: 2022./23. (2. mjesto)

## Ostalo
- Njegova knjiga Rusija naših snova: kako smo Hrvatsku učinili najsretnijom zemljom na svijetu objavljena je 2018. godine u 2 izdanja u nakladi Sportskih novosti. Svu zaradu od prodaje knjige Dalić darovao je u humanitarne svrhe, Zakladi Vatreno srce za pomoć potrebitoj djeci.[27] Izdanje te knjige na ruskome jeziku objavljeno je 2019. godine.[28]

## Vanjske poveznice
- Zlatko Dalić, na hrnogomet.com
- Zlatko Dalić, na soccerway.com (engl.)
- Razgovor sa Zlatkom Dalićem, serijal (Ne)uspjeh prvaka s Mariom Stanićem, 2. listopada 2023. (YouTube)